# International Orienteering Federation

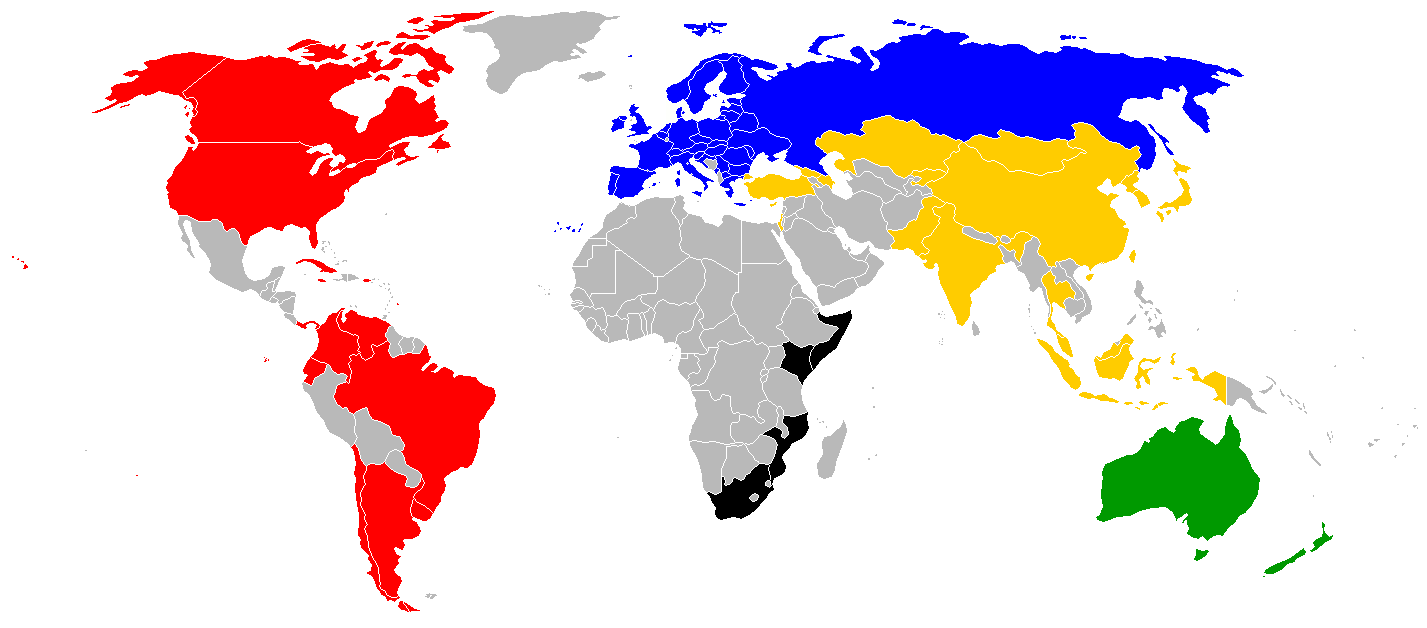
Landen die lid zijn.

De International Orienteering Federation (IOF) (Internationale Oriëntatieloop Federatie) is een internationale confederatie van nationale oriëntatieloopfederaties. De hoofdactiviteiten worden georganiseerd via commissies die elk verantwoordelijk zijn voor een aspect van de wereldwijde ontwikkeling van de sport. De IOF sponsort een brede variëteit van internationale oriëntatieloopwedstrijden, inclusief het wereldkampioenschap oriëntatielopen.
De IOF is opgericht in 1961. De oprichtende nationale leden waren Bulgarije, Tsjechoslowakije, Denemarken, de Bondsrepubliek Duitsland, de Duitse Democratische Republiek, Finland, Hongarije, Noorwegen, Zweden en Zwitserland. In 2007 is het aantal leden van de IOF gegroeid tot achtenzestig nationale oriëntatieloopfederaties, die alle zes de bewoonde continenten van de wereld vertegenwoordigen.

## Structuur
De IOF heeft een gekozen president, een senior vicepresident, twee vicepresidenten en bestuursleden. De dagelijkse gang van zaken van de IOF zijn de verantwoordelijkheid van het IOF-secretariaat en assistanten van het secretariaat. Verschillende commissies van de IOF zijn verantwoordelijk voor de wereldwijde ontwikkeling van de sport. Deze commissies zijn:
- Milieu
- Voet-O
- IT
- Kaarten
- Medisch
- MTB-O
- Beleid en ontwikkeling
- Regels
- Ski-O
- Trail-O

## Publicaties
De IOF publiceert een grote variëteit aan journals en referentiewerken gerelateerd aan de sport. Dit zijn o.a. Orienteering World, een jaarlijks tijdschrift, The Scientific Journal of Orienteering, de IOF Nieuwsbrief en officiële edities van de regels voor oriëntatielopen en specificaties voor oriëntatieloopkaarten.

## Leden
De IOF heeft op het moment (08-2007) 69 leden, hiervan zijn er 49 volle leden en 20 geassocieerde leden. Van de leden komen er 34 uit Europa, 17 uit Azië, 12 uit Amerika, 4 uit Afrika en 2 uit Oceanië.
| Afrika              | Afrika           | Afrika       | Afrika        | Afrika     |
| ------------------- | ---------------- | ------------ | ------------- | ---------- |
| Kenia*              | Mozambique*      | Somalië*     | Zuid-Afrika   |            |
| Amerika             |                  |              |               |            |
| Argentinië*         | Brazilië         | Canada       | Chili*        | Colombia   |
| Cuba*               | Ecuador*         | Jamaica*     | Puerto Rico*  | Uruguay*   |
| Venezuela*          | Verenigde Staten |              |               |            |
| Oceanië             |                  |              |               |            |
| Australië           | Nieuw-Zeeland    |              |               |            |
| Azië                |                  |              |               |            |
| China               | Georgië*         | Hongkong     | India*        | Indonesië* |
| Israël              | Japan            | Kazachstan   | Kirgizië*     | Maleisië*  |
| Mongolië            | Noord-Korea      | Pakistan*    | Taiwan        | Thailand*  |
| Turkije             | Zuid-Korea       |              |               |            |
| Europa              |                  |              |               |            |
| België              | Bulgarije        | Denemarken   | Duitsland     | Estland    |
| Finland             | Frankrijk        | Griekenland* | Hongarije     | Ierland    |
| Italië              | Kroatië          | Letland      | Liechtenstein | Litouwen   |
| Noord-Macedonië*    | Moldavië         | Nederland    | Noorwegen     | Oekraïne   |
| Oostenrijk          | Polen            | Portugal     | Roemenië      | Rusland    |
| Servië              | Slovenië         | Slowakije    | Spanje        | Tsjechië   |
| Verenigd Koninkrijk | Wit-Rusland      | Zweden       | Zwitserland   |            |

- geassocieerde leden

## België en Nederland
De Belgische nationale bond is de ABSO-BVOS, deze is onderverdeeld in de FRSO (Wallonië) en de VVO (Vlaanderen). De Nederlandse nationale bond is de NOLB.